# 謝爾佩河
謝爾佩河（西班牙語：Río Sierpe），是哥斯達黎加的河流，位於該國南部，流經蓬塔雷納斯省，河道全長82公里，該河地區有美洲鱷、爬行動物、魚類和鳥類棲息。

## 環境
謝爾佩河的源頭在甜灣森林保護區（西班牙語：Reserva forestal Golfo Dulce）的山脈，其河程從未超過海拔 20 公尺，因此流速緩慢且蜿蜒不直，容易引發洪水，同時會攜帶大量沉積物。在其源頭附近，有謝佩爾湖（西班牙語：Laguna Sierpe），一個 1.02 平方公里大小的小型天然水庫。
河的末端可以供小型船隻航行。河口區域有沼澤、蜿蜒河道，因此形成了一個廣泛的三角洲，該三角洲位於科羅納多灣，形成了小提琴島。